# Harriet Nelson
Harriet Nelson, née Peggy Lou Snyder (18 juillet 1909 - 2 octobre 1994), est une comédienne de télévision américaine.

## Biographie
Avec son mari Ozzie Nelson et ses deux fils, David et Ricky Nelson, elle est en vedette dans la série The Adventures of Ozzie and Harriet, diffusée d'abord à la radio à partir de 1944, puis à la télévision de 1952 à 1966. Rickie Nelson, qui fait ses premières armes dans le cadre de la série télévisée, est devenu un des jeunes chanteurs les plus populaires de sa génération.

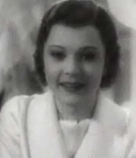
Harriet Nelson dans le film Follow the Fleet

## Filmographie
- 1936: En suivant la flotte (Follow the Fleet) de Mark Sandrich
- 1938 : Noix-de-Coco Bar (Cocoanut Grove) d'Alfred Santell
- 1941 : Sweetheart of the Campus d'Edward Dmytryk
- 1941 : Confessions of Boston Blackie d'Edward Dmytryk
- 1943 : Le Faucon pris au piège (The Falcon Strikes Back) d'Edward Dmytryk
- 1952 : Here Come the Nelsons de Frederick de Cordova
- 1952-1966 : The Adventures of Ozzie and Harriet (sitcom)